# Lauterbach (Rottweili járás)
Lauterbach település Németországban, azon belül Baden-Württembergben. Lakosainak száma 2894 fő (2023. december 31.).

## Népesség
A település népessége az elmúlt években az alábbi módon változott:
| Lakosok száma | 3953 | 3931 | 3971 | 3643 | 3386 | 3379 | 3253 | 3115 | 2838 | 2894 |
|               | 1961 | 1967 | 1974 | 1980 | 1987 | 1993 | 2000 | 2006 | 2013 | 2023 |